# Çarıksaraylar, Şarkikaraağaç
Çarıksaraylar là một thị trấn thuộc huyện Şarkikaraağaç, tỉnh Isparta, Thổ Nhĩ Kỳ. Dân số thời điểm năm 2011 là 3.163 người.